# 4629 Walford
4629 Walford este un asteroid din centura principală, descoperit pe 7 octombrie 1986 de Eleanor Helin.